# Culpabilité blanche
La culpabilité blanche (white guilt en anglais) est le sentiment de culpabilité individuelle ou collective ressenti par certains Blancs résultant du traitement raciste à l'égard d'africains, d'afro-descendants ou de peuples indigènes par d'autres Blancs du passé dans le contexte du commerce triangulaire, du colonialisme européen et de l'héritage de ces périodes. C'est aussi une reconnaissance d'un privilège blanc non mérité,. On parle parfois aussi de honte blanche (white shame en anglais) pour désigner un mal-être plus profond que la culpabilité blanche.

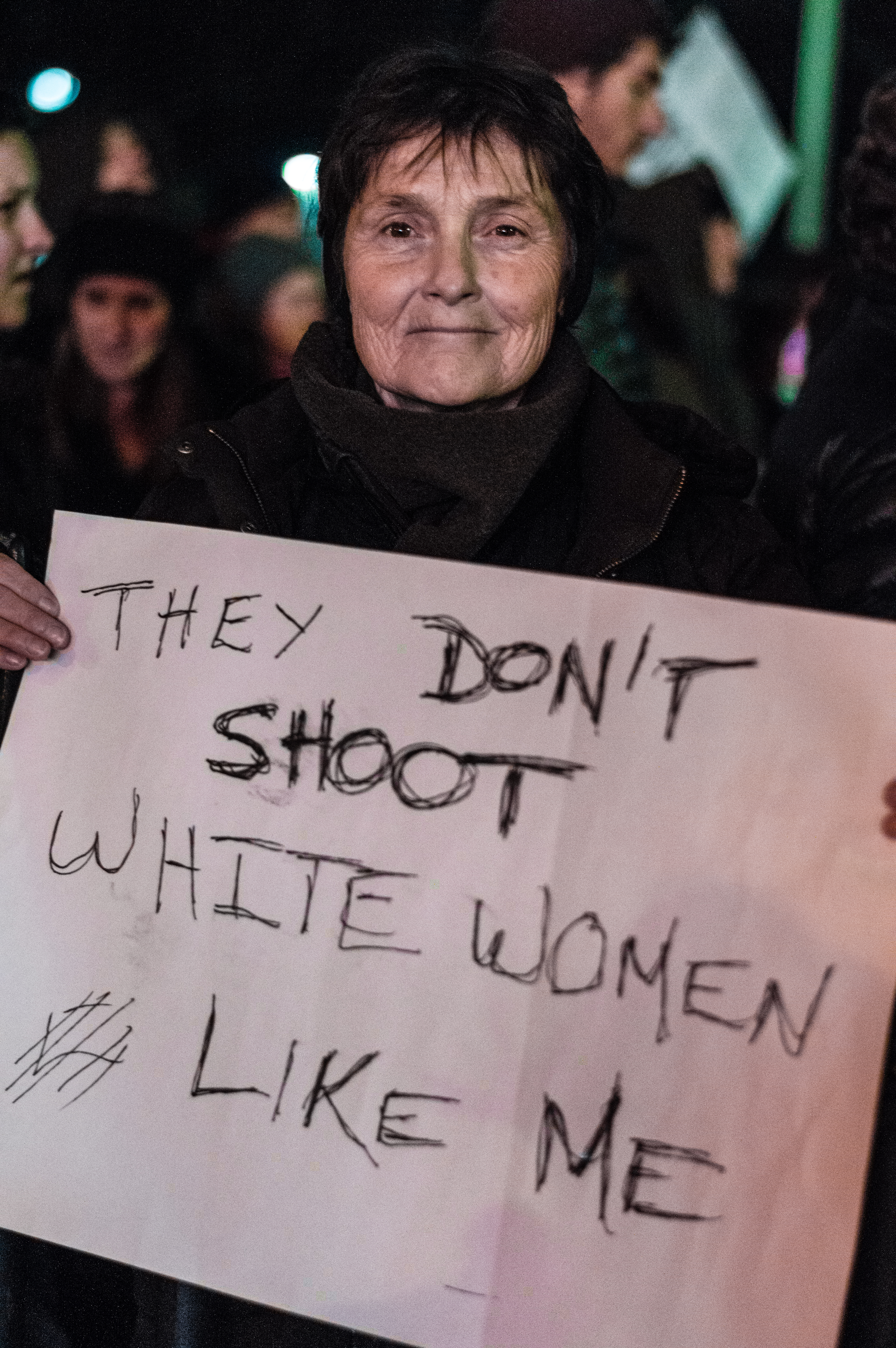
Dame manifestant après la mort d'Eric Garner, en 2014.

## Contexte historique
Le terme « culpabilité blanche » a gagné en popularité dans les années 1960 aux États-Unis. L'écrivain James Baldwin, dans son essai de 1965 intitulé "The White Man's Guilt", l'a décrit comme un « voile de culpabilité et de mensonges » derrière lequel les Américains blancs cachent leur responsabilité dans les injustices raciales. Martin Luther King Jr. a également souligné que les problèmes raciaux constituaient une honte nationale collective.

### Commerce des esclaves et rôle de l'Europe
L'esclavage, en tant que forme d'exploitation, existe depuis des millénaires sur divers continents. En Afrique, des systèmes d'esclavage étaient en place depuis 4 500 à 5 000 ans, de l'Égypte ancienne au commerce transsaharien, qui a réduit en esclavage entre 6 et 10 millions d'Africains sur 1 000 ans. Des royaumes africains, comme celui du Dahomey, tiraient profit de la vente d'esclaves, tout comme l'Empire ottoman, qui commerçait à la fois des Africains et des Européens.
Entre le XVIe et le XIXe siècle, les Européens ont organisé le commerce transatlantique des esclaves, au cours duquel 12,5 millions d'Africains ont été déportés vers les Amériques. Cependant, les profits économiques de l'esclavage sont souvent surestimés : dans les années 1830, le travail des esclaves représentait environ 5 % du PIB britannique.

### Rôle de l'Empire ottoman
L'Empire ottoman a joué un rôle important dans le commerce des esclaves, tant africains qu'européens, particulièrement entre le XVe et le XIXe siècle. L'esclavage était profondément enraciné dans le système social et économique de l'empire, les esclaves étant utilisés comme domestiques, soldats (par exemple, les janissaires) ou dans les harems. Contrairement à l'Europe, où l'esclavage a été aboli au début du XIXe siècle, ce processus a été beaucoup plus lent dans l'Empire ottoman. Le commerce des esclaves n'a été officiellement interdit qu'en 1857, et l'abolition complète de l'esclavage dans certaines parties de l'empire n'a eu lieu qu'au début du XXe siècle. Ce retard s'explique par la résistance des élites et la dépendance économique vis-à-vis du travail esclave.

## Abolition de l'esclavage par les Européens
Les Européens ont joué un rôle clé dans l'abolition mondiale de l'esclavage, grâce à la philosophie de l'égalité et à la révolution industrielle. Les penseurs des Lumières, comme Adam Smith, ont soutenu que le travail libre était plus efficace que le travail esclave. La philosophie de l'égalité, promue par des intellectuels européens comme John Locke et Jean-Jacques Rousseau, a sapé les fondements moraux de l'esclavage en mettant en avant les droits inaliénables de l'homme.
Parallèlement, la révolution industrielle, initiée en Europe, a transformé l'économie du travail. Les usines nécessitaient une main-d'œuvre mobile et salariée, rendant l'esclavage obsolète. En 1807, le Royaume-Uni a interdit le commerce des esclaves, et en 1833, il a aboli l'esclavage dans tout l'empire. La marine britannique a joué un rôle crucial en libérant 150 000 esclaves par des patrouilles dans l'Atlantique. La France et d'autres pays européens ont suivi cet exemple, et en Afrique, les administrations coloniales européennes ont progressivement supprimé l'esclavage au début du XXe siècle. Sans ces efforts, l'esclavage pourrait encore être une pratique courante dans le monde.

## Esclavage moderne en Afrique
Malgré les efforts des Européens, l'esclavage persiste dans certaines parties du monde, notamment en Afrique. Selon les estimations de l'Organisation internationale du travail, environ 7 millions de personnes sont réduites en esclavage en Afrique et en Asie. En Mauritanie, par exemple, l'esclavage n'a été officiellement aboli qu'en 1981, mais environ 600 000 personnes y vivent encore dans des conditions d'esclavage. Sans les initiatives européennes des XIXe et XXe siècles, l'esclavage serait probablement beaucoup plus répandu en Afrique et dans le monde.

## Dimension psychologique et sociale
Les psychologues, comme Lisa Spanierman, définissent la culpabilité blanche comme une réaction à la prise de conscience des injustices raciales historiques ou actuelles, souvent liée à la notion de « privilège blanc ». Une étude de 1999 à l'Université de Pennsylvanie a montré que les personnes ressentant une culpabilité blanche sont plus susceptibles de soutenir des mesures comme l'action positive.
Cependant, toutes les personnes d'origine européenne ne ressentent pas cette culpabilité, et beaucoup estiment injuste d'être tenues responsables des actes historiques. En 1978, le Washington Post a rapporté des cas où des escrocs exploitaient le sentiment de culpabilité blanche pour vendre de fausses publicités dans des magazines destinés aux minorités.

## Critique et contexte contemporain
Les critiques du concept de culpabilité blanche soutiennent qu'il simplifie l'histoire complexe de l'esclavage en se concentrant uniquement sur la participation européenne, alors que d'autres cultures, y compris africaines et moyen-orientales, y ont également pris part. L'esclavage moderne en Afrique et en Asie montre la nécessité d'une lutte plus large contre ce problème. Des auteurs comme Marina Watanabe soulignent que la culpabilité seule ne résout pas les problèmes et que des actions en faveur de l'égalité sont plus efficaces.